# Flottengesetze
Die Flottengesetze stellten im deutschen Kaiserreich die gesetzliche Grundlage für den Ausbau der Kaiserlichen Marine vor dem Ersten Weltkrieg dar. Die Pluralbezeichnung „Flottengesetze“ steht dabei für die 1898 und 1900 vom Reichstag verabschiedeten Fassungen des Gesetzes, betreffend die deutsche Flotte einschließlich dreier Änderungsgesetze, der so genannten Flottennovellen, und einer 1912 erfolgten Neubekanntmachung des Gesetzes.
Mit Hilfe der Flottengesetze sollte der Aufbau einer schlagkräftigen deutschen Hochseeflotte ermöglicht werden. Die Flottengesetze führten zum Deutsch-Britischen Marine-Wettrüsten, das zu den Auslösern des Ersten Weltkriegs gezählt wurde.

## Grundlagen

### Hintergrund

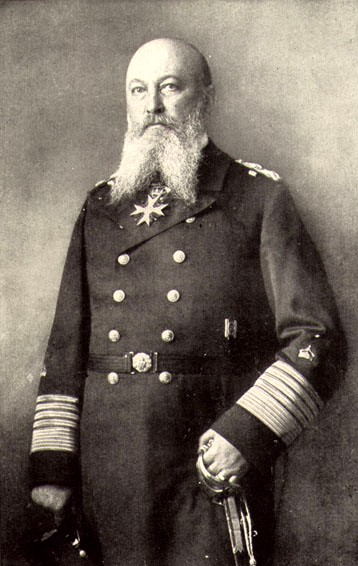
Alfred von Tirpitz: Initiator der Flottengesetze

In den 1890er Jahren erreichten die innenpolitischen Spannungen im Kaiserreich einen Höhepunkt. Die ostelbischen Großgrundbesitzer, seit der Reichsgründung eine tragende Säule der politischen Führung des Reiches, sahen sich durch billige Lebensmittelimporte massiven wirtschaftlichen Schwierigkeiten ausgesetzt. Währenddessen forderten sowohl das aufstrebende Bürgertum, insbesondere die Industriellen, aber auch die Arbeiter mehr politische Mitspracherechte, denn die Mitwirkung des Reichstages am politischen Alltag beschränkte sich größtenteils auf die Kontrolle der Staatsausgaben. Infolge der Spannungen, die sich regelmäßig im Parlament entluden, stand der Fortbestand der monarchistischen Verfassung in Frage; eine Konstitutionalisierung des Systems nach britischem Muster wurde von den herrschenden Eliten jedoch strikt abgelehnt.
Während rechtskonservative Kreise schon an ein gewaltsames Vorgehen gegen Reichstag, Liberale und Sozialdemokraten dachten, wurde im Flottenbau ein Mittel gefunden, mit welchem eine Stabilisierung der Verhältnisse erreicht werden sollte. Zwischen Großagrariern und Bürgertum wurde eine Art Waffenstillstand geschlossen:
- Durch die Zustimmung der Großagrarier zu den staatlichen Flottenrüstungsaufträgen konnte das industrielle Bürgertum mit erheblichen Umsatzsteigerungen rechnen.
- Dafür unterstützte das Bürgertum die Forderung der Großagrarier nach neuen Schutzzöllen für ihre landwirtschaftlichen Produkte.
- Durch die erhoffte Vollbeschäftigung und Lohnsteigerungen sollte auch die Arbeiterschaft zufriedengestellt und damit die SPD geschwächt werden.

### Ziel der Flottenrüstung
Mit dem Bau einer zahlenmäßig großen Schlachtflotte beabsichtigte der damalige Konteradmiral Alfred von Tirpitz, seit 1897 Staatssekretär des Reichsmarineamts (RMA), die Zementierung des politischen Status quo sowie den Durchbruch Deutschlands in den Kreis der Weltmächte. In Anlehnung an die Lehren Alfred Thayer Mahans, nach denen ein dynamischer Zusammenhang zwischen Seemacht und Weltmacht angenommen wurde, sollte mit Hilfe der Flotte die koloniale Basis Deutschlands erweitert werden, da die vorhandene zu klein sei und das Reich „auf den Stand eines armen Ackerbaulandes“ abzusinken drohte.
Der Flottenbau diente auch als konjunkturbelebendes Mittel. Als 1901 ein Konjunktureinbruch erfolgte, schrieb der Präsident des Flottenvereins Fürst zu Salm einen dringenden Brief an Tirpitz in der um eine Beschleunigung des Bautempos der Flotte bat, damit „die betreffenden Börsenkurse steigen, viele Werte gerettet und eine Konsolidierung des Marktes eintreten würde“.
Finanziert werden sollte der Flottenbau aus den normalen Einnahmen des Reiches, für die man jährliche Steigerungen erwartete – es waren keine Steuererhöhungen zu diesem Zweck vorgesehen.

### Risikogedanke
Grundlage für das Flottenbauprogramm war der sogenannte „Risikogedanke“. Diese Doktrin besagte, dass die deutsche Flotte so groß sein müsse, dass ein Kampf gegen sie die Seemachtstellung Großbritanniens erschüttern würde und damit zu riskant für die Briten sei oder sie zumindest bündnisbereit machen würde, um eine Koalition Deutschlands mit anderen mittleren Seemächten zu verhindern („Bündnisfähigkeit“). Als dafür notwendige Stärke nahm Tirpitz ein Verhältnis von 2:3 zwischen der deutschen und der britischen Flotte an, das auch im Falle eines Krieges gegen Großbritannien als ausreichend angesehen wurde, erfolgreich gegen die „Home Fleet“ vorzugehen.
Während des Aufbaus der Flotte galt es dabei, eine „Gefahrenzone“ zu überwinden, während der Spannungen mit Großbritannien zu vermeiden seien, um den ungestörten Flottenbau nicht zu gefährden – man fürchtete ein erneutes Kopenhagen (in Anlehnung an das Vorgehen der Royal Navy 1801 bzw. 1807, als sie die dänische Flotte im Hafen zerstörte, um diese nicht in die Hände Napoleons fallen zu lassen).

### Propaganda

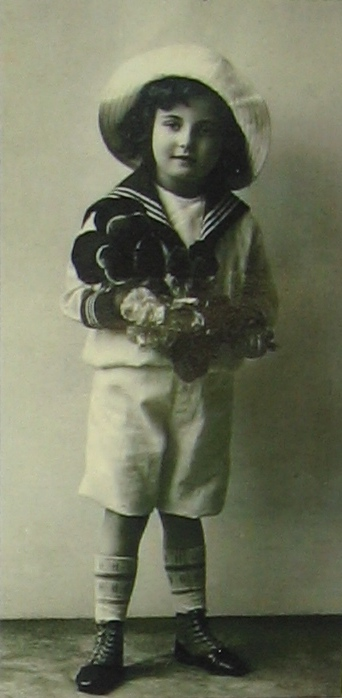
Der Matrosenanzug im Zivilleben passte wohl sehr gut zur weit verbreiteten Begeisterung für die Kaiserliche Marine

Die Flottenrüstung wurde von Beginn an als „großes nationales Werk“ dargestellt, gewissermaßen als eine Art nationalistischer Klammer, in der die verschiedenen Bevölkerungsgruppen zusammengefasst werden sollten. Noch in der Dekade zuvor hatte der Ausbau der Flotte im Parlament keine dauerhafte Mehrheit gefunden, da die Regierung kein schlüssiges Konzept vorlegen konnte und die finanziellen Risiken unkalkulierbar schienen. Dies änderte sich, als Kaiser Wilhelm II. den Konteradmiral von Tirpitz zum Leiter des Reichsmarineamtes berufen hatte und dieser ein langfristig erscheinendes Konzept zum Aufbau der Marine vorweisen konnte. Bei der Durchsetzung der Gesetze und Novellen hatte Tirpitz mit dem Nachrichtenbüro des Reichsmarineamtes, das er bald nach seinem Amtsantritt 1897 ins Leben gerufen hatte, eine hervorragend geeignete Institution zur Informationsbeschaffung und Auswertung zur Hand.
Das Nachrichtenbüro war anfangs nur für die Öffentlichkeitsarbeit zuständig und versorgte zum Beispiel den Deutschen Flottenverein mit Informationen und Materialien. Der von konservativen Kräften geführte Flottenverein war überhaupt ein wichtiges Mittel zur Verankerung des „Flottengedankens“ in der Bevölkerung, da er unabhängig vom Reichsmarineamt zu sein schien. Allerdings waren viele seiner Angehörigen aktive oder ehemalige Marineoffiziere und das Reichsmarineamt ermunterte die Offiziere zum Beitritt. Die Zusammenarbeit hinter den Kulissen war bis auf einige Ausnahmen sehr eng. So versicherte der im Juni 1908 gewählte Vorsitzende Großadmiral Hans von Koester bei seinem Antrittsbesuch im Reichsmarineamt, dass der Flottenverein stets im Sinne des Amtes handeln werde. Auch Kaiser Wilhelm II., ein ausgewiesener Befürworter der Marine, tat seinen Teil dazu, die nationale Begeisterung für „die Flotte“ zu wecken.

## Die Flottengesetze von 1898 und 1900

### Das erste Flottengesetz von 1898
Das erste Flottengesetz vom 10. April 1898 enthielt einen sechsjährigen Bauplan und legte den Umfang der Schlachtflotte auf zwei Geschwader mit je acht Linienschiffen fest, zu denen ein Flottenflaggschiff und zwei Reserveeinheiten hinzukamen, weiterhin acht Küstenpanzerschiffe, zwölf Große und dreißig Kleine Kreuzer. Die Schiffe sollten nach Fertigstellung auf fünfundzwanzig Jahre in Dienst gehalten und danach automatisch durch Neubauten ersetzt werden, so dass diese Ersatzbauten nicht neu beantragt werden mussten, sondern der Reichstag zur Bewilligung der nötigen Mittel gezwungen war.

### Das zweite Flottengesetz von 1900
Mit dem Ausbruch des Zweiten Burenkrieges im Oktober 1899 kam es zur Durchsuchung von Handelsschiffen auf Konterbande durch britische Kriegsschiffe. Davon waren auch deutsche Schiffe betroffen. Am 27. Dezember wurde der DOAL-Dampfer Bundesrath vor der Delagoa-Bucht durch einen britischen Kreuzer aufgebracht und als Prise nach Durban gebracht. Ebenso erging es am 2. Januar 1900 dem Dampfer Hans Wagner. Am 4. Januar wurde vor Aden der Reichspostdampfer General, drei Tage später der Dampfer Herzog – beide Schiffe gehörten der DOAL – im Roten Meer sowie die Bark Marie angehalten. Die Schiffe wurden nach der Intervention der Reichsregierung wieder freigegeben und den betroffenen Reedereien eine entsprechende Entschädigung gezahlt. Die Aufbringung der deutschen Dampfer trug wesentlich zur Annahme des Zweiten Flottengesetzes bei.
Das zweite Flottengesetz vom 14. Juni 1900, mit 201:103 Stimmen angenommen, beschloss eine Verdoppelung der deutschen Schlachtflotte. Demnach sollte diese aus zwei Flottenflaggschiffen und vier Geschwadern mit je acht Linienschiffen plus vier Reserveschiffen bestehen. Die Zahl der Kreuzer wuchs auf vierzehn Große und achtunddreißig Kleine Kreuzer; sechs Große Kreuzer mussten aus der Vorlage herausgestrichen werden, da der Reichstag sonst seine Zustimmung verweigert hätte. Die Kosten wurden mit etwa 300 Millionen Mark pro Jahr veranschlagt.
Beide Flottengesetze passierten dank dem Übereinkommen der bürgerlichen und konservativen Kräfte den Reichstag, gegen die Stimmen der SPD und einiger Liberaler.

## Die Novellierungen der Flottengesetze im Rahmen der internationalen Entwicklung
Die deutschen Rüstungsanstrengungen blieben in Großbritannien nicht unbemerkt. Die britischen Reaktionen waren jedoch nicht die, die man sich erhofft hatte: Statt in der Frage eines Bündnisses auf das Reich zuzugehen, wurde 1902 mit Japan eine Allianz und 1904 mit Frankreich die Entente Cordiale geschlossen – beides Verträge, die einen Teil der Home Fleet zur Verwendung gegen Deutschland „freimachten“. Gleichzeitig intensivierten die Briten ihre eigenen Rüstungsanstrengungen und verwickelten das Reich in einen offenen Rüstungswettlauf. Gleichzeitig ist Christopher Clark der Ansicht, dass die deutschen Rüstungsvorhaben die britischen Politiker und Militärs übermäßig beeindruckt habe.
1906 wurde in Großbritannien die Dreadnought fertiggestellt – ein Schlachtschiff, das alle vorigen Linienschiffe in Kampfkraft, Geschwindigkeit und Standfestigkeit (allerdings auch in den Baukosten) weit übertraf und auf einen Schlag veralten ließ. Dieser technische Sprung stellte die weitere Seerüstung in allen Ländern vor neue finanzielle Belastungen und beeinflusste die Novellierungen der Flottengesetze, die im Prinzip seit 1900 bereitlagen und bei sich bietender Gelegenheit vorgelegt werden sollten.

### Die Flottennovellen 1906 und 1908

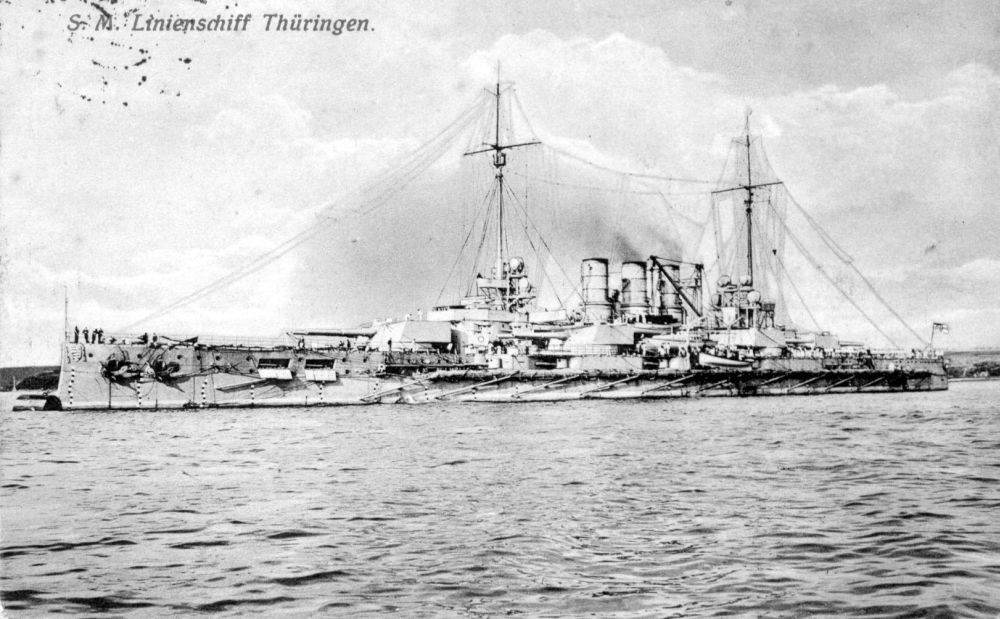
Das Linienschiff Thüringen

Mit der Flottennovelle von 1906 reagierte das Reichsmarineamt auf den „Dreadnought-Sprung“. Der Bau der sechs Großen Kreuzer, die 1900 gestrichen worden waren, wurde nun bewilligt. Die Neubauten (wie auch zukünftige Ersatzbauten) ließen sich zwar ohne Probleme als Linienschiffe im deutschen Programm unterbringen, allerdings konnten diese nicht mehr auf herkömmlichem Wege finanziert werden, da die Marine verpflichtet war, den Finanzrahmen der Flottengesetze nicht zu überschreiten. Daher musste, was man mit den Gesetzen eigentlich hatte ausschließen wollen, der Reichstag die wesentlich höheren Baukosten genehmigen. Diese Finanzierungsfrage sollte sich in den folgenden Jahren zu einem politischen Dauerbrenner entwickeln.
Die Flottennovelle von 1908 brachte hinsichtlich des Flottenbestands keine Änderungen. Sie änderte jedoch das Bautempo bis 1911 auf vier große Schiffe im Jahr (statt vorher drei). 1912 wollte man dann auf ein Zweiertempo zurückfallen, wodurch sich Tirpitz eine bessere Verhandlungsposition für weitere Sollstärkeerhöhungen erhoffte. Gleichzeitig wurde die Dienstzeit der Schiffe auf zwanzig Jahre reduziert, was für die nähere Zukunft ein konstantes Bautempo von drei Großkampfschiffen pro Jahr bedeutet hätte. Großbritannien reagierte auf diese Herausforderung, indem es im folgenden Jahr nicht weniger als acht Schlachtschiffe in Bau gab, um den Two-Power-Standard nicht zu gefährden.
Mit der immensen Baukostenerhöhung durch den Übergang zum „Dreadnought“-Bau zerbrach das parlamentarische Bündnis zwischen Bürgertum und Großgrundbesitz an der Frage der Finanzierung. Reichskanzler Bülow, ein langjähriger Unterstützer Tirpitz’, nahm seinen Hut und wurde durch Theobald von Bethmann Hollweg ersetzt, der den „Tirpitz-Plan“ in vielen Aspekten ablehnte und eine Annäherung an Großbritannien in Form einer Flottenbegrenzung suchte.

### Die Flottennovelle 1912
Die Flottennovelle von 1912 stand im Zeichen von Richtungskämpfen zwischen Bethmann Hollweg und Tirpitz. Der Reichskanzler wollte aus finanziellen und außenpolitischen Gründen keine weitere Flottennovelle. Stattdessen setzte er auf eine Entspannungspolitik mit Großbritannien über ein Neutralitätsabkommen. Als Verhandlungsangebot wurde eine Begrenzung der deutschen Seerüstung in Aussicht gestellt, wobei die Briten ein Stärkeverhältnis von 1:2 verlangten. Dieses Verhältnis sah Tirpitz als nicht akzeptabel an und bot im Gegenzug 2:3, bestenfalls noch 10:16 bei den Großkampfschiffen an, was dem ursprünglichen Risikogedanken entsprach. Die „Haldane-Mission“ von 1912, die zum Zwecke einer solchen deutsch-britischen Entspannung auf dem Wege einer Flottenübereinkunft unternommen wurde, scheiterte dann auch am Festhalten Tirpitz’ an seinem Flottenplan.
Mit der im Mai 1912 verabschiedeten Flottennovelle, die zahlenmäßig nur eine Vermehrung von drei Linienschiffen und zwei kleinen Kreuzern brachte, sollte die deutsche Schlachtflotte bis 1920 auf fünf Geschwader mit je acht Linienschiffen ausgebaut werden. Der Gesamtbestand sah einundvierzig Linienschiffe, zwanzig Große bzw. Panzerkreuzer und vierzig Kleine Kreuzer vor. Um auf das eigentliche Ziel von sechzig Großkampfschiffen zu kommen, blieb Tirpitz nur der Umweg, die Küstenpanzer und Auslandskreuzer nach Ablauf ihrer Dienstzeit stillschweigend durch „Dreadnoughts“ zu ersetzen.

## Scheitern der Flottenrüstung
Seit 1908 sah sich Tirpitz mit dem unausweichlichen Scheitern seiner Bemühungen konfrontiert. Alle der Flotte zugedachten Funktionen konnten nicht erfüllt werden:
- Es gelang nicht, die ursprünglich geforderte Stärke im Vergleich mit der britischen Flotte zu erreichen; damit war der „Risikogedanke“ fehlgeschlagen. Weder konnte man die Briten durch forciertes Wettrüsten zum Einlenken bringen – die Rüstungsspirale drohte viel eher, Deutschland in den Ruin zu treiben als Großbritannien – noch zu einem Bündnis durch Drohung zwingen. Am Ende waren die deutsch-britischen Beziehungen schlechter als je zuvor seit 1871.
- Die Sammlung der „nationalen Kräfte“ zerbrach an den horrenden finanziellen Belastungen, die Tirpitz nacheinander die Unterstützung der Großagrarier, des Reichskanzlers und schließlich auch des Kaisers kostete. Schließlich konnte auch das weitere Erstarken der Sozialdemokraten nicht aufgehalten werden: in der Reichstagswahl vom Januar 1912 wurden sie mit 34,8 % die stärkste Partei (die zweitstärkste, das Zentrum, erhielt nur 16,4 %).
- Selbst wenn die eigene Flottenstärke im Vergleich zur britischen günstiger gewesen wäre, hätte sie nicht Erfolg versprechend gegen diese eingesetzt werden können, da die Royal Navy 1912 beschloss, im Kriegsfalle eine weite Blockade (auch 'Fernblockade' genannt) der deutschen Küsten aufzubauen, was eine Entscheidungsschlacht unter günstigen Umständen für die Deutschen höchst unwahrscheinlich machen sollte. Zudem besaß Großbritannien seit der französisch-britischen Marinekonvention von 1912 die Rückendeckung der Französischen Marine, während Deutschland in Österreich keine Frankreich vergleichbare Seemacht als Verbündeten hatte.[10]

Zwischen März 1911 und Juli 1913, also bereits parallel zur Flottennovelle von 1912, wurde der Schwerpunkt der Rüstung auf den Heeressektor zurückgelegt, wie etwa die sukzessive Aufstockung der Friedensstärke der Landstreitkräfte in diesem Zeitraum zeigt. Die Umsteuerung erfolgte nach Salewski aber zu spät: Die eingesetzten Mittel für den forcierten Aufbau der Hochseeflotte „fehlten bei der Vergrößerung des Heeres, die zu spät und nur unzureichend erfolgte, sie fehlte bei der Entwicklung neuer Waffensysteme wie Unterseeboot, Panzer und Flugzeug, sie fehlten bei der Verstärkung der Artillerie des Heeres.“